# Katja Hutko
Katja Hutko (* 1994 in Berlin) – früher bekannt als Katja Plodzistaya – ist eine belarussische Schauspielerin.

## Leben
Katja Hutko wurde in Berlin geboren und absolvierte ihre Schauspielausbildung von 2015 bis 2019 an der Hochschule für Musik und Theater Rostock. Im Theater spielte sie in Lessings Trauerspiel Emilia Galotti die Hauptrolle unter der Regie von Kay Wuschek mit Aufführungen am Volkstheater Rostock und dem Theater an der Parkaue in Berlin.
In dem Fernsehfilm Die unheimliche Leichtigkeit der Revolution spielt sie an der Seite von Janina Fautz eine Schülerin in der Vorwendezeit. Im Fernsehen war sie bislang in Serien wie SOKO Wismar, SOKO Leipzig, SOKO Köln oder Notruf Hafenkante zu sehen.

## Filmografie
- 2016: Tschiller: Off Duty
- 2017: Emma und die Wut
- 2019: Polizeiruf 110: Dunkler Zwilling (Fernsehreihe)
- seit 2019: Andere Eltern (Fernsehserie)
- 2021: Die unheimliche Leichtigkeit der Revolution
- 2021: SOKO Köln: Der Mann ohne Namen (Fernsehserie)
- 2021: In aller Freundschaft: Trau, schau, wem! (Fernsehserie)
- 2021: Trümmermädchen – Die Geschichte der Charlotte Schumann
- 2022: Buba
- 2022: WaPo Bodensee: Paleo Girl (Fernsehserie)
- 2023: Nichts, was uns passiert
- 2023: 5 Seasons – eine Reise
- 2024: Push (Fernsehserie)
- 2024: Tatort: Diesmal ist es anders (Fernsehreihe)
- 2024: Toni, männlich, Hebamme – Das Glück der Anderen (Fernsehreihe)
- 2024: Nelly und das Weihnachtswunder (Fernsehfilm)
- 2024: alpha-geschichte